# Acasă
Acasă TVはルーマニアのPro TV SRL傘下に置くルーマニアのテレビチャンネル。